# Чуриковцы
Общество духовных Христиан-Трезвенников Братца Иоанна Чурикова — религиозное движение, основанное самарским крестьянином И. А. Чуриковым (Братцем Иоанном Самарским). В основе учения — идея о духовном спасении путём отказа от алкогольных напитков и курения.

## История
Основатель религиозного движения, Иван Алексеевич Чуриков родился в с. Александров Гай Новоузенского уезда Самарской губернии, был самарским крестьянином.
В 1894 году он читал свои проповеди об отказе от пьянства в Кронштадте и Санкт-Петербурге, откуда в 1897 г. был выслан за антиправославный характер его бесед и выступления против переписи населения. Проповедовал в Самарской губернии, где имел многочисленных сторонников, ставших основой «Общества народных трезвенников». Он проповедовал отказ от пьянства, объединение людей в общины, общественную взаимопомощь. Основной аудиторией были городские низы, особенно алкоголики.

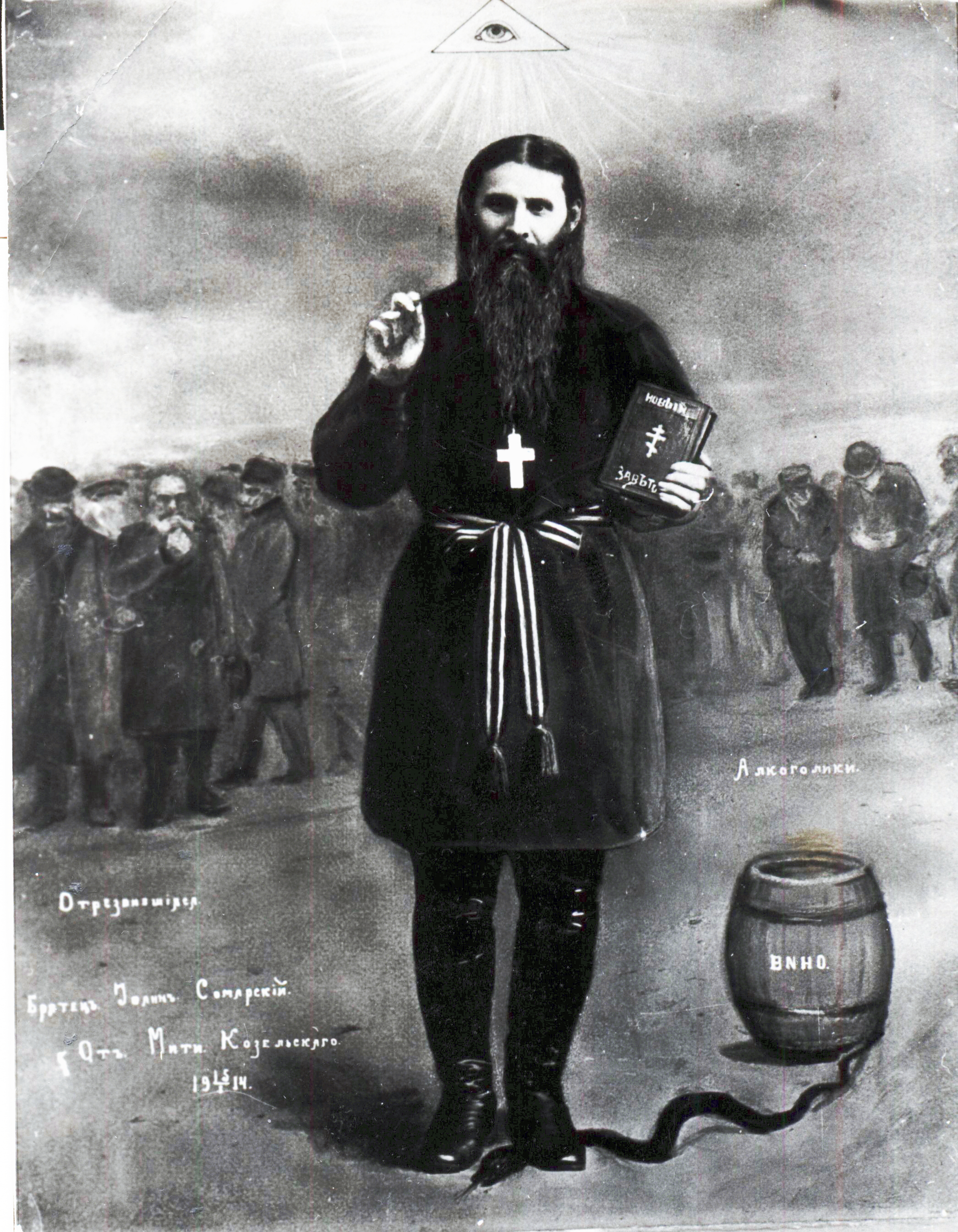
Иоанн Самарский на картине Мити Козельского. Картина подарена автором Ивану Чурикову 15 января 1914 года

Братец Иоанн писал: «Я вёл и теперь веду неустанную борьбу с пьянством, с блудом, с матерным словом в народе и с другими пороками. При помощи Божией Мною образовано теперь многотысячное Трезвое Братство, но никаких уставов, писанных для него, никаких записей трезвенников мы не ведём, никаких взносов от них не требуем.
У нас правило: вступающий в наше Трезвое Братство должен дать обет навсегда бросить пить водку, и не на срок только, а в знак этого, вместо всяких членских билетов от Меня получает кусочек сахара, — этим новоначальному Я говорю, что и его жизнь будет сладкой, когда он бросит пьянство.»
В 1900 г. Чуриков заключался под стражу в тюрьму суздальского Спасо-Ефимьева монастыря по обвинению в сектантстве.
После освобождения Чуриков пошёл работать сиделкой в приют, где занялся проповедями среди его обитателей. Петербургские купцы помогли ему приобрести дом на Петровском острове, где по воскресеньям устраивались массовые (до 2000 человек) трезвеннические собрания. Затем Чуриков организовал строительство двухэтажного особняка в Обухове, который был назван «Молитвенный дом братца Ивана Чурикова». Врачи отмечали эффект от деятельности Чурикова, доктор С. Тривус даже отсылал своих неизлечимых пациентов-алкоголиков к Чурикову.
В 1905 г. Чуриков купил надел земли в распродаваемом имении Ново-Петровское близ Вырицы для создания колонии трезвенников. В 1908 г. колония была зарегистрирована как «Общество взаимной помощи». Это было хорошо организованное товарное хозяйство по производству мясных и молочных продуктов, половина земли использовалась для выращивания хлебов. Колонией даже был приобретён первый в Петербургской губернии трактор. В 1910 г. чуриковцы стали вегетарианцами.
В октябре 1912 года Чуриковым была открыта школа, просуществовавшая год, однако в 1913 году петербургский градоначальник запретил ему вести религиозные беседы. В марте 1913 года миссионерский совет объявил Чурикову, что если сроком до 1-го августа он не покается в заблуждениях, то будет лишён причастия. 27-го апреля 1913 года состоялась застенографированная беседа епископа Никодима с Чуриковым. В 1914 году был издан указ Петроградской духовной консистории о признании Чурикова сектантом. В это время он поддерживал отношения с юродивым Митей Козельским, некоторое время в начале 1900-х годов игравшим роль «мистического друга» императорской семьи.
После Февральской революции 1917 года Временное правительство разрешило Чурикову продолжать беседы и проповеди в его доме в Обухово. В 1918 году «Общество трезвенников» было преобразовано в официально зарегистрированную исполкомом Петросовета сельскохозяйственную «Трудовую Коммуну трезвенников Братца Иоанна Чурикова».
В сентябре 1923 г. обновленческие иерархи А. И. Введенский и А. И. Боярский начали переговоры с Чуриковым. В декабре 1923 г. Чуриков и его сторонники присоединились к обновленческой «Живой Церкви». Однако вскоре Чуриков разочаровался в обновленчестве и прервал контакты с представителями всех церковных структур.
На областной сельскохозяйственной выставке 1924 года коммуна чуриковцев была награждена дипломом за свои достижения. Когда в январе 1924 г. умер В. И. Ленин, то в общине чуриковцев была прервана проповедь, и Иван Чуриков почтил речью память ушедшего вождя, а затем все дружно спели усопшему «Вечную память».
В 1928 году дом общины в Обухово был закрыт и опечатан милицией, а земли и инвентарь коммуны были переданы новообразованному совхозу «Красный семеновод». Чуриков и оставшиеся его последователи были вынуждены снова переселиться в Вырицу. Проповеди Чурикова в Вырице продолжались до апреля 1929 года, когда он был арестован ОГПУ. Были арестованы и многие его последователи.

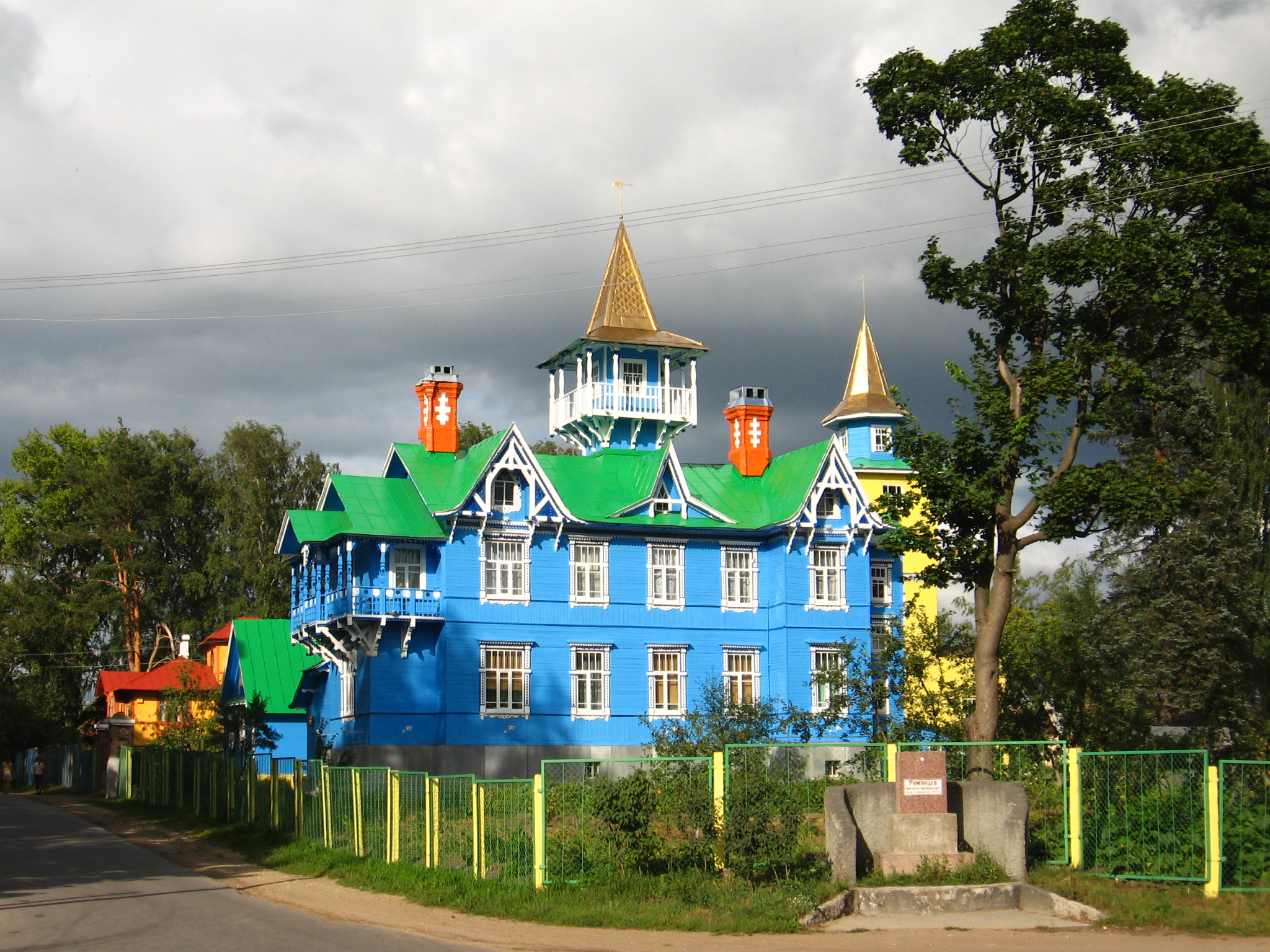
Здание общины трезвенников в Вырице

## В настоящее время
До середины 1980-х чуриковцы собирались тайно в своих жилых домах. Вновь зарегистрирована община чуриковцев была уже во время перестройки.
В 1991 году в общине произошёл раскол по вопросу об отношении к личности Чурикова, в результате чего возникло два направления. Одни чуриковцы видят в Чурикове праведника и святого, но при этом считают, что ученики, признавшие его «богом», превратили общину в секту. Другие же чуриковцы верят в «божественное происхождение» Чурикова. «Православные» чуриковцы принадлежат к общине Богоявленского храма на Гутуевском острове Петербурга, а «радикальные» чуриковцы собираются в «Доме Трезвости» в Вырице. Архивировано
Богослужение чуриковцев напоминает протестантское молитвенное собрание со свидетельствами об исцелениях. Молитвенные собрания в «Доме Трезвости» в Вырице происходят по воскресеньям, в два часа дня. Перед собравшимися — «иконостас»: в центре портрет Чурикова в полный рост, справа и слева от него иконы Христа и Богоматери. Собрание начинается со всеобщего пения общепринятых православных богослужебных песнопений, которые затем перемежаются специфическими песнопениями чуриковцев. Далее следует проповедь наставника с цитатами из бесед Чурикова. На его неоднократные слова «Христос Воскрес!» (говорятся в течение всего года) присутствующие хором отвечают «Воистину Воскрес!». Затем начинаются свидетельства исцелившихся от пьянства или наркомании, и снова происходит проповедь. В конце службы старец сжигает перед изображением Чурикова записки с просьбами об исцелении от пьянства. Потом все подходят к наставнику, и он причащает народ сахаром, а некоторых помазывает маслом.
Чуриковцы также занимаются просветительской деятельностью, направленной на пропаганду трезвого образа жизни через издаваемую общиной газету и ряд брошюр о Чурикове.